# Горбунешное
Горбунешное — село в Петуховском районе Курганской области. Входит в состав Зотинского сельсовета.

## История
До 1917 года входило в состав Петуховской волости Ишимского уезда Тобольской губернии. По данным на 1926 год состояло из 105 хозяйств. В административном отношении являлось центром Горбунешинского сельсовета Петуховского района Ишимского округа Уральской области.

## Население
| 1989 | 2002 | 2010 |
| ---- | ---- | ---- |
| 141  | ↗162 | ↘103 |

По данным переписи 1926 года в селе проживало 536 человек (266 мужчин и 270 женщин), в том числе: русские составляли 97 % населения, киргизы — 2 %.